# Cathédrale de Nusco
La cathédrale de Nusco est une église catholique romaine de Nusco, en Italie. Il s'agit d'une cocathédrale de l'archidiocèse de Sant'Angelo dei Lombardi-Conza-Nusco-Bisaccia.